# 政田村
政田村（まさだむら）は、かつて岐阜県本巣郡に存在した村である。
現在の本巣市の旧・本巣町西部（政田・国領）に該当する。
政田村発足時は大野郡の村であったが、大野郡の分割により本巣郡の村となっている。

## 歴史
- 1889年（明治22年）7月1日 - 旧来の政田村と国領村が合併し発足。
- 1897年（明治30年）4月1日[2] - 大野郡が揖斐郡と本巣郡に分割。当村は本巣郡の所属となる。
- 1897年（明治30年）4月1日 - 本巣郡浅木村・海老村・下福島村・温井村と合併し弾正村発足。同日政田村廃止。

## 学校
- 政田尋常小学校 （現・本巣市立弾正小学校）